# Sercan Yıldırım
Sercan Yıldırım (Osmangazi, 5 aprile 1990) è un ex calciatore turco, di ruolo attaccante.

## Caratteristiche tecniche
Nel 2010 è stato inserito nella lista dei migliori calciatori nati dopo il 1989 stilata da Don Balón.

## Carriera

### Club
Cresciuto nel Bursaspor è dal 2006 che gioca in prima squadra. Il 5 settembre 2011 lascia il Bursaspor e firma un contratto quinquennale con il Galatasaray.

### Nazionale
Ha giocato con tutte le Nazionali giovanili turche e ha debuttato con la maglia della sua nazionale a 19 anni il 2 giugno 2009 nell'amichevole contro l'Azerbaijan mentre il suo primo gol è datato 5 settembre 2009 nella gara valevole per le qualificazioni ai mondiali 2010 contro l'Estonia.

## Palmarès
- Campionato turco: 2

Bursaspor: 2009-2010
Galatasaray: 2011-2012